# Пожари у Хрватској 2007.
Пожари у Хрватској 2007. године представљају низ пожара, који су погодили приобаље Хрватске током лета те године. Након таласа врућина током лета 2007, који је захватио цели југ и исток Европе, суша и југо су погодовали пожарима, који су се проширили широм Хрватске. Уништили су велики дио флоре и фауне: међу жртвама су биле и птице, које су изгореле у пламену, јер нису знале како да избегну опасност. Према полицијским подацима, на приобаљу је од 1. јуна до 8. августа букнуло 750 пожара, од чега 177 у Сплитско-далматинској жупанији. Пожаром је захваћена површина од 159.000 хектара. Полиција је због пожара поднела 18 казнених пријава и привела 12 особа. Међу приведенима је и неименовани 56-годишњак, који се сумњичи да је подметнуо чак седам пожара те неки пастири, који су палили траву за овце.
Након страдања дванаест ватрогасаца у пожару на Корнатима 30. августа, хрватски премијер Иво Санадер је прогласио дан жалости у целој земљи.
На видело су избиле и отворене критике организације ватрогасне службе и неодговорност државне управе, али и оптужбе за слабу опремљеност, пошто је тада цела Хрватска имала само четири канадера, од којих је један послат у помоћ Грчкој.

## Пожари у Истри
Дана 19. јула избио је пожар крај Пуле. Због пожара је затворен жупанијски пут Пула–Премантура од скретања за Бањоле до Премантуре, јавио је ХАК. Дана 27. јула десет нових пожара је избило на истарском подручју. Два пожара већих размера – један у близини ауто-кампа Пинета у Пероју код Пуле и код ауто-кампа Амарин у Ровињу – стављени су убрзо под надзор, према изјави главног ватрогасног заповедника Истарске жупаније Дина Козлевца.
Дана 7. августа је избио пожар између места Батвачи и Пероја те Барбариге у општини Водњан, а локализован је око 19:30 часова, захваљујући канадеру и хеликоптеру који су почели гасити ватру око 18 часова, како је обавестио заповедник пулске Јавне ватрогасне станице Клаудије Карловић. Ватру која се ширила због ветра и крајње неприступачног терена, гасило је 90 ватрогасаца уз помоћ 22 возила. У пожару је изгорело 80 хектара шуме и ниског растиња. Дана 19. августа је избио још један пожар, овог пута између насеља Шишан и Ушићи Двори, на подручју Пуле, који је дојављен око 13:10 часова, а угашен је до 16:30. Изгорело је око 2 хектара бјелогорице и 4 хектара траве и ниског растиња.
Истарски заповедник Дино Козлевац је обавестио новинаре да је од јануара до септембра у Истри избио 451 пожар, што је повећање за 18,4% у односу на првих 9 месеци прошле године. Само током лета забиљежено је 258 пожара а захваћено је 257 хектара.

## Пожари у Далмацији
У јулу и августу је избило неколико пожара у Далмацији. Пожар је избио 26. јула после подне уз сам Национални парк Пакленица, тачније на Великом Рујну, а најугроженије је било југоисточно подручје Националног парка, према изјавама Ватрогасно-оперативног средишта у Дивуљама. Пожар је гасило преко 200 ватрогасаца, радника Националног парка те припадника Оружаних снага Хрватске, а ватрогасци су током неколико дана добијали појачања. На месту пожара су деловала и два противпожарна авиона и хеликоптер. На планини Свилаји је избио пожар, који је стављен под надзор, али уз место пожара је и даље дежурало 50 ватрогасаца са десет возила и једним хеликоптером. Избио је и пожар на острву Хвару, на који су уз помоћ Јадролиније превезене додатне ватрогасне снаге, које су током ноћи помагале у гашењу пожара који се ширио потпомогнут јаким југом – укупно 74 гасилаца и 21 возило из Приморско-горанске, Задарске и Шибенско-книнске жупаније те 25 војника Хрватске војске са пет возила.
Остали пожари на јадранском подручју стављени су под надзор, а ватрогасне снаге чиниле су све да се поновно не распламсају, јавили су из ОВЗ-а у Дивуљама. Пожар код места Подстражја, покрај увале Рукавац на острву Вису, локализован је 7. августа. На терену су остали ватрогасци, који су га санирали и чували током ноћи. Ватру су гасили припадници сезонске интервентне ватрогасне станице Вис те добровољна ватрогасна друштва Вис и Комижа са 46 ватрогасаца и 9 возила. У августу је горело и код Вранског језера, али је пожар брзо локализован и стављен под контролу. Дана 8. августа је избио пожар на подручју око Житнића, који је захватио минирано подручје уз државни пут Шибеник–Дрниш, због чега је пут затворен за саобраћај, јавили су из ОВЗ-а у Дивуљама. Пожар траве и ниског растиња је дуго био активан, а у његовом гашењу су учествовале Јавна ватрогасна станица и Добровољно ватрогасно друштво Дрниш са 21 ватрогасцем и шест возила. Пожари су тада још били у јеку у Босни и Херцеговини, али су ипак стављени под надзор, како су јавили тамошњи медији. Српски медији јављали су о новим пожарима широм Србије и упозоравали на отежаност гашења због недостатка опреме.
Дана 24. јула премијер Хрватске Санадер је позитивно одговорио на молбу македонског колеге Николе Груевског, који је хрватској Влади упутио молбу за помоћ у гашењу пожара у Македонији. Пожаре који угрожавају македонске градове су гасили један авион канадер хрватских ваздухопловних снага, који је пут Скопља одлетео са две посаде и четири авионска техничара. Одлука о слању једног канадера донесена је након консултације Владиног кабинета са главним ватрогасним заповедником Младеном Јурином. Одлука је донесена на телефонској седници, како се дознавало из Банских двора. Са захтевом Македоније био је упознат и председник Стипе Месић, који је прихватио Владин предлог о слању једног канадера у ту земљу и одобрио слање припадника хрватских оружаних снага у хуманитарну мисију у Македонији. Одлука о слању једног противпожарног авиона у Македонију донесена је у јеку највећих пожара, који су харали хрватском обалом Јадрана.
Дана 13. септембра избио је пожар код Затона крај Шибеника око 16:40 часова, а локализован је у 20:15. Ватра је захватила 96 хектара ниског растиња, грабова и борове шуме. У гашење су се укључила и два канадера. Пожар је гасило 75 професионалних и добровољних ватрогасаца са 21 возилом.

### Дванаест ватрогасаца – жртве пожара на Корнатима
Дана 30. августа 2007, по први пут у Хрватској, пожари су однели животе ватрогасаца и то у пожару који је избио на острву Корнату. Погинуло је шест ватрогасаца из ватрогасне станице Шибеник: Дино Кларић, Ивица Црвелин, Иван Мариновић, Марко Станчин, Габријел Скочић и Хрвоје Стрикман, а још седморо је преживело уз тешке опекотине по телу – од којих је петоро пребачено на лечење у Загреб. (Томислав Црвелин, Анте Црвелин, Јосип Лучић, Карло Шевердија и Маринко Кнежевић) који су убрзо преминули од последица тешких опекотина. Из поштовања према погинулима и њиховим породица, Влада Републике Хрватске је прогласила 3. септембар за дан жалости у целој Хрватској, док је жупан Шибенско-книнске жупаније Горан Паук прогласио седам дана жалости у тој жупанији. Током ноћи, како стоји у службеном полицијском саопштењу, на острво су упућене снаге полиције и Хрватске војске ради претраге терена и обезбеђења места пожара, а на место несреће изашли су и истражни судија Жупанијског суда и Жупанијски државни тужилац из Шибеника, полицијска екипа за увид, те стручњаци Центра за криминалистичка вештачења МУП-а Хрватске као и инспектори за пожаре Инспектората унутрашњих послова Републике Хрватске. Приведено је осам људи осумњичених за подметање пожара.
Појавила се вест да је немачки туриста видео-камером снимио како су грађевински радници изазвали пожар када се ватра са њиховог роштиља распламсала на дрвеће. Међутим, спомињала се и друга верзија приче. Мештани Корната спомињали су како је до пожара могло доћи и услед паљења високе траве која се сваке године пали због испаше оваца.
Појавиле су се и контроверзе око тога да ли су се жртве могле избјећи. Неки су критиковали одлуку ватрогасне службе да пошаље своје људе на Корнате само да би гасили запаљену ниску траву, али то је изазвало и питања око тога како су ови могли погинути од тако малог пожара. Најмлађа жртва трагедије на Корнатима, 17-годишњи Марко Станчић, је свом оцу по доласку на Велики Корнат послао поруку: „Тата, на Корнатима смо, чекамо да нам доставе воду“, што је оставило нова питања да је хеликоптер једноставно оставио ватрогасце без добре опреме. Главни заповедник ватрогасаца Младен Јурин је на то идући дан дао оставку.
Дана 6. септембра, Дражен Славица, заповедник Ватрогасне заједнице Шибенско-книнске жупаније, приведен је ујутро због сумње да је починио тешко казнено дело против опште сигурности, након чега је одведен на криминалистичку обраду везано за страдање ватрогасаца.
Дана 17. септембра преминуо је и дванаести ватрогасац, Анте Јуричев Микулин.

## Пожари у Босни и Херцеговини
Дана 29. јула десет великих пожара је забележено у року од 24 сата на подручју Херцеговине. Гашења ових пожара су отежана неприступачним тереном, минским пољима и лошом опремом ватрогасаца због чега је из општине Читлук затражена помоћ Хрватске у гашењу. Ватра је горела на прилазима Мостару, недалеко од „брда указања Госпе“ код Међугорја, код Неума и у Стоцу. Међутим, није било настрадалих нити материјалне штете на породичним кућама. Пожарима је било захваћено више десетина хектара борове шуме, макије и ниског растиња. У околини Мостара је горело на брдима недалеко насеља Жовнице и Миљковића где се налазе заостале експлозивне направе. У општини Читлук је проглашено стање природне непогоде од пожара. Са брда Црнице се раширио пожар који је запретио и насељима Бијаковићима, Међугорју, Вионици, Крехину Грацу и Близанцима. Хеликоптери војске БиХ због неисправности нису могли да помогну у гашењу пожара те је због тога је из општине Читлук затражена помоћ Хрватске.

## Пожари око Дубровника
У Дубровачко-неретванској жупанији је 4. августа избило неколико пожара, који су се проширили из суседне Босне и Херцеговине. У вечерњим сатима пожар је избио преко граничних брда те прешао у Жупу Дубровачку у два дугачка фронта. Први се кретао према насељима Плат, Млини, Солине у којима је стигао све до породичних кућа. Други крак се ширио према насељу Пострање, где је сутрадан појачан снажном буром опустошио велики део Жупе Дубровачке. Пожар није био заустављен, те се почео примицати граду Дубровнику. У 22 часа је проглашена општа опасност због близине пожара граду те су се око 22 часова огласиле и сирене за узбуну. Градоначелница Дубравка Шуица је позвала све радно способне мушкарце да помогну ватрогасцима. У граду је за децу, жене и старце отворено склониште у тврђави Ревелин, а ватрогасци из Сплитско-далматинске и Шибенско-книнске жупаније помогли су у сузбијању ватрене стихије. Ватра је у једном тренутку прешла преко Жарковице, удаљене неколико стотина метара од првих кућа у Дубровнику, док је са друге стране пламен дошао до Комолца чиме је угрозио главну трафостаницу. Магистрала је од Конавла до Затона затворена тако да су у километарским колонама од Конавла до Звековице и свим прилазима граду возачи ноћ провели у аутомобилима. Најкритичније је било у Мокошици гдје је ватрена линија била дуга 15 km и спустила се до Златног Потока. Опустошен је такође и велики дио Жупе Дубровачке. Великим напорима је спречена катастрофа, а учињена је велика материјална штета на пољопривредним културама.
Дана, 8. августа је дојављен пожар шуме, макије и ниског растиња код Плоча, општина Конавле. У гашењу пожара су учествовале жупанијске ватрогасне снаге и Државна интервенцијска служба (ДИП) Дубровник са 50 ватрогасаца и 15 возила. На подручје погођено пожаром упућене су и ваздухопловне снаге – три канадера и „ер трактор“. Гашење пожара отежао је јак ветар и суша, а неки туристи су евакуисани из хотела.
Вест о пожару у околици Дубровника била је међу вестима на страницама Би-Би-Сија.

## Оптужбе за подметање пожара са подручја БиХ
У данима 6. и 7. августа хрватски премијер Иво Санадер је посетио Дубровник, након чега су букнули пожари на том подручју. Неки локални званичници Дубровачко-неретванске жупаније су оптужили Требиње у суседној Босни и Херцеговини за подметање пожара. Марио Магуд, заповедник Јавне станице ватрогасаца Конавле, изјавио је за Вечерњи лист: „На требињској страни не можете видети ватрогасце. Све говори да је њима у интересу да ватра коју подмећу захвати што већи простор Конавла и даље. Није случајност да управо кад локализујемо један пожар, избије други“. И Лука Корда, начелинк општине Конавле, имао је сличне оптужбе.
Секретар Управе Цивилне заштите Федерације БиХ Станко Слишковић је у уторак изјавио како није истина да су ватрогасци у БиХ били пасивни на спречавању пожара у пограничном подручју у дубровачком залеђу. „Наши људи су надљудским напорима гасили сваки пожар који се могао гасити, а такође нико са сигурношћу не може тврдити одакле је пожар почео“, рекао је Слишковић. Према Слишковићевим тврдњама Цивилна заштита у БиХ има јако добру сарадњу с хрватским колегама. „Жао ми је што је до овога дошло, јер разумем огорченост грађана Дубровника, али ми нисмо криви за такво стање“, каже Слишковић.
По његовом објашњењу БиХ није могла гасити само неколицину пожара на граници с Хрватском због неприступачног и минираног терена.